# Христианзекк
Христианзекк (нем. Christianseck) — поселение сельского типа в составе города Бад-Берлебург в районе Зиген-Виттгенштайн (земля Северный Рейн-Вестфалия, Германия). Населённый пункт был включён в состав Бад-Берлебурга после реформы местного самоуправления 1975 года.

## География

### Положение
Христианзекк расположен на высоком плато около 620 м над уровнем моря. 24 дома расположены на площади 9 км², среди лесов и лугов горного региона Ротхаргебирге, в узкой долине ручья Меннербах. Соседняя горная вершина Кляйне Бубенбрахт имеет абсолютную отметку 644 м. Через поселение проходит автодорога районного значения К 40, соединяющая населённый пункт с Бад-Берлебургом.

### Соседние населённые пункты
- Алертсхаузен — поселение на востоке, на пограничном с землёй Гессен ручье Эльзофф[3]
- Эльзофф - поселение на юго-востоке, на одноимённом ручье[3]
- Диденсхаузен - поселение на северо-востоке, на пограничном ручье Эльзофф[3]

### Населённые пункты Христианзекка
Поселение объединяет несколько небольших соседних населённых пунктов хуторского типа: Брюхер, Коль, Лилиенберг, Тайхе и Штрутбах.

## История
По распоряжению графа фон Витгенштейна с 1708 года первые «канонисты» поселились в ещё полностью лесной местности. Эти поселенцы названы в честь ежегодно выплачиваемых процентов, так называемого канона. Крестьянская усадьба Вирсинг (ныне не существующая) упоминается в 1748 году. В 1732 году Христианзекк относился к округу Эльзофф и администрации Рихштайна и состоял из 7 домов. В 1819 году он стал частью администрации Эльзоффа. В 1819 году в Христианзекке насчитывалось 13 домов и 104 жителя.